# Monkey’s Audio
Monkey’s Audio ist ein verlustfreies Audiodatenkompressionsverfahren. Die erzeugten Dateien verwenden die Dateinamenserweiterung .ape. Als Metadatensystem kommt APE-Tag zum Einsatz, welches eigens für Monkey’s Audio entwickelt wurde.
Die Entwicklung findet als Open Source statt. Seit 10. August 2023 steht Monkeys’s Audio unter der 3-clause-BSD-Lizenz.

## Eigenschaften
Das Monkey’s-Audio-Format besitzt eine im Vergleich zu anderen verlustfreien Kompressionsverfahren höhere Kompressionsrate und wird von zahlreichen Software-Playern standardmäßig unterstützt oder kann als Erweiterung integriert werden. Dabei fällt jedoch ein vergleichsweise hoher Rechenaufwand bei der Dekompression an. Die komprimierte Datei enthält mittels zyklischer Redundanzprüfung erstellte Prüfsummen der Originaldatei, womit eine Fehlererkennung, jedoch keine -korrektur möglich ist.

## Anwendungen
Vom ursprünglichen Entwickler wird nur eine Windows-Version gepflegt. Mittlerweile existieren jedoch Portierungen für Linux und Umsetzungen in der plattformunabhängigen Programmiersprache Java. Für macOS existieren mindestens drei Freeware-Abspielprogramme, Cog, ToolPlayer und Foobar2000, die außer Monkey’s Audio noch weitere Audioformate wiedergeben können. Außerdem beherrschen mehrere Freeware-Konverter, zum Beispiel Max, XLD (nur Decoding) oder xAct dieses Format.